# Christoph Mattes
Christoph Mattes (* 8. Februar 1988 in Wien) ist ein österreichischer Fußballspieler auf der Position eines Mittelfeldspielers.

## Vereinskarriere
Christoph Mattes begann seine Spielerkarriere in der Jugendabteilung der Admira. Nach auffälligen Leistungen im Admira-Nachwuchs erhielt er 2003 ein Angebot des holländischen Erstligisten SC Heerenveen, welches er annahm.
In der Jugend von Heerenveen entwickelte er sich zu einem Leistungsträger in seiner Altersklasse und konnte unter anderem die holländische Jugendmeisterschaft bzw. den Jugend-Cup gewinnen. Für die Saison 2007/08 wurde er in den Profikader von Heerenveen beordert. Obwohl er mit der Profi-Mannschaft trainierte, spielte er jedoch weiterhin lediglich in der Jugendmannschaft. Als es im Winter 2007 zu einem Krankheitsfall in seiner Familie kam, bat er Heerenveen um die Freigabe für einen Wechsel zurück in die Heimat.
In Folge gab es mehrere Angebote, wobei die konkretesten von SK Schwadorf und Red Bull Salzburg kamen. Aufgrund der besseren Perspektive entschied sich Mattes für Salzburg und unterschrieb. Sein Ziel war, sich nur kurzzeitig bei den Red Bull Juniors aufzuhalten und so schnell wie möglich in die Profi-Mannschaft aufzusteigen. Nachdem er die gesamte Rückrunde bei den Amateuren verbracht und keine Chance zum Aufstieg in die Profi-Mannschaft gesehen hatte, wechselte er im Sommer 2008 auf Leihbasis wieder zu seinem Heimatverein FC Admira Wacker Mödling. Als offizielle Begründung für den überraschenden Wechsel gab Mattes an, sich nie in Salzburg wohl gefühlt zu haben und bei der Admira nun die Nähe zu seiner Familie hätte.
Nach eineinhalb durchwachsenen Spielzeiten bei der Admira, in denen er nur selten der großen Erwartungshaltung gerecht werden konnte, gab der Verein bekannt, die Kaufoption auf den Spieler nicht zu ziehen.
Im Dezember 2009 absolvierte er daraufhin ein Probetraining beim deutschen Drittligisten Eintracht Braunschweig. In Folge gab der Verein bekannt, dass er zwar die Erwartungen im Probetraining erfüllt hätte und ein interessanter Spieler sei, eine Verpflichtung in der Winterübertrittszeit jedoch nicht in Frage kommen würde.
Am 31. Jänner 2011 unterschrieb er einen Vertrag für ein halbes Jahr mit vereinsseitiger Option auf ein weiteres beim österreichischen Traditionsverein First Vienna FC.

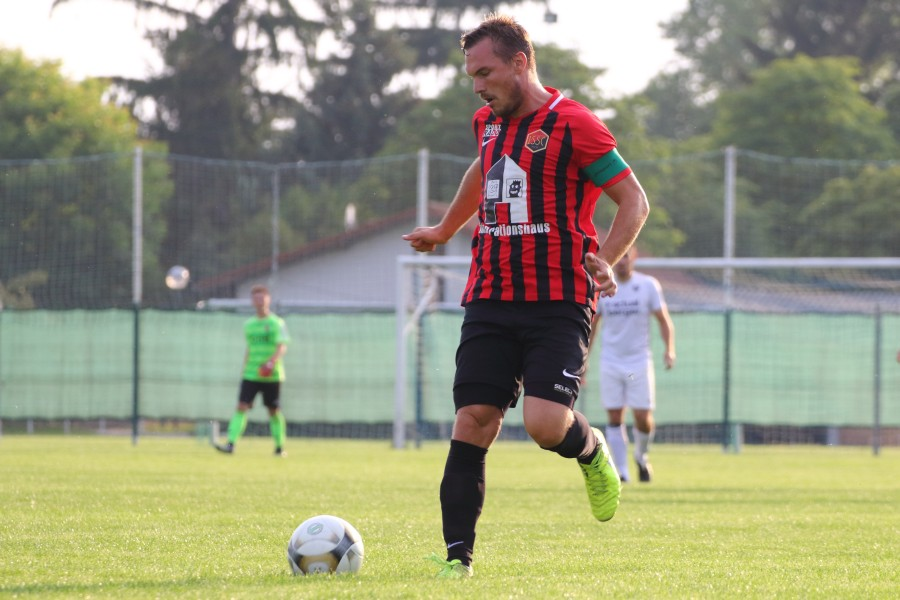
Christoph Mattes als Kapitän des 1. Simmeringer SC bei einem Vorbereitungsspiel im Sommer 2019

Nach einigen kurzen Gastspielen bei Austria Klagenfurt, im Burgenland und in Wien wurde er im Sommer 2018 vom 1. Simmeringer SC verpflichtet, um eine neue, junge Mannschaft aufzubauen und als Routinier zu führen. Nebenbei trainiert er auch den Nachwuchs des Simmeringer Traditionsvereins, bis er schließlich im Sommer 2020 sich zuerst in die Fußballpension verabschiedete, dann aber beschloss, beim SV Ebergassing weiterzuspielen.

## Nationalmannschaft
Mit der österreichischen U-19 Nationalmannschaft nahm er 2008 an der für das Team enttäuschend verlaufenden Heim-Europameisterschaft teil. Von 2007 bis 2009 er im Kader der U-20 Auswahl von Österreich. Bis 2010 war er österreichischer U-21-Teamspieler.

## Erfolge
- 1 × Teilnahme U-19-Fußball-Europameisterschaft 2008
- 1 × Niederländischer Jugendmeister (SC Heerenveen)
- 1 × Niederländischer Jugend-Cup-Sieger (SC Heerenveen)